# Liacarus madeirensis
Liacarus madeirensis är en kvalsterart som beskrevs av Rainer Willmann 1939. Liacarus madeirensis ingår i släktet Liacarus och familjen Liacaridae. Inga underarter finns listade i Catalogue of Life.